# Robledillo de la Vera
Robledillo de la Vera es un municipio y localidad española de la provincia de Cáceres, en la comunidad autónoma de Extremadura. El término municipal, ubicado en la comarca de La Vera, tiene una población de 259 habitantes (INE 2024).

## Toponimia
Su nombre significa robledal pequeño.

## Geografía
Su término municipal tiene una extensión de 12,83 km², siendo uno de los municipios menos extensos de la comarca.
| Noroeste: Losar de la Vera     | Norte: Losar de la Vera    | Noreste: Losar de la Vera |
| Oeste: Jarandilla de la Vera   |                            | Este: Losar de la Vera    |
| Suroeste Jarandilla de la Vera | Sur: Jarandilla de la Vera | Sureste: Losar de la Vera |

## Historia
De sus orígenes, puede señalarse que es a partir de la ocupación de estas tierras por los romanos cuando tenemos testimonios irrefutables sobre el devenir histórico de nuestra Comarca. En sucesivas y sangrientas etapas, se instalaron en estas tierras, más o menos fugazmente, alanos, godos y árabes, de los que también se encuentran interesantes vestigios. Cuando Alfonso VIII conquista Plasencia a los árabes, en el último tercio del siglo XII, queda definitivamente incorporada la comarca de La Vera a Extremadura.
En un manuscrito encontrado en el Seminario de Plasencia, por Antonio Cano Valleros, de Jarandilla, y del que Francisco Timón y Timón, de Talaveruela, publicó un extracto, se encuentran sobre Robledillo los siguientes datos:
- "Es Villa realenga y acaso de las más antiguas del país".
- "Pasa por su jurisdicción el camino de Talavera".
- "Fue destruido el pueblo y el archivo en la Guerra de la Independencia".

A la caída del Antiguo Régimen la localidad se constituye en municipio constitucional en la región de Extremadura que desde 1834 quedó integrado en partido judicial de Jarandilla que en el censo de 1842 contaba con 60 hogares y 329 vecinos.
A mediados del siglo XIX, el lugar contaba con una población censada de 328 habitantes. La localidad aparece descrita en el decimotercer volumen del Diccionario geográfico-estadístico-histórico de España y sus posesiones de Ultramar de Pascual Madoz de la siguiente manera:

ROBLEDILLO DE LA VERA: v. con ayunt. en la prov., y aud. terr. de Cáceres (23 leg.), part. jud. de Jarandilla (1 1/2), dióc. de Plasencia (9), c. g. de Estremadura (Badajoz (36); sit. en una colina, á la falda de la sierra de Cuartos, es de clima templado, reinan los vientos E. y S y se padecen intermitentes y reumas. Tiene 66 casas, pósito; escuela dotada con 300 rs. de los fondos públicos, á la que asisten 40 niños de ambos sexos; igl. parr. (San Miguel Arcángel), con curato de entrada y provision del ordinario, y en los afueras el cementerio. Se surte de aguas potables en una fuente pública en las inmediaciones, abundante y de buena calidad. Confina el térm. por N. con el del Losar; El. Viandar; S. y O. Jarandilla, á dist. de 500 pasos por el primer punto 1/2 leg. por los demas y comprende una deh. boyal, y un coto propio, con 350 fan. de cabida, en los que hay algun arbolado de roble, matarraña y monte pardo, y ademas el heredamiento, que se gradua en 3 fan. lo plantado de viña; 20 de olivos; 3 de castaños; 2 de higueras y morales, y 15 de hortalizas en la vega llamada de las Encinillas. sit. á la der. de la garganta de Cuartos, con cuyas aguas se riega, restando una gran parte de cord. poblada de roble y monte pardo: solo le baña la garganta referida. El terreno es arcilloso, seco y árido, escepto en la citada Vega, que es arenoso y de miga. Los caminos vecinales: el correo se recibe en Jarandilla por baligero tres veces á la semana. prod.: pimiento, aceite, vino, castañas, habichuelas, patatas, lenteno y seda; se mantiene ganado cabrio, vacuno, y de carga, y se cria abundante caza mayor y menor. ind. y comercio: un molino harinero, otro de aceite; se importan cereales y telas, esportándose en cambio los frutos del pais. pobl.: 6O vec., 328 almas. cap. prod.: 482,800 rs. imp.: 24,140. contr.: 3,202 rs. 10 mrs.
(Madoz, 1849, p. 523)

## Demografía
Robledillo de la Vera cuenta con una población de 259 habitantes (INE 2024).
| Gráfica de evolución demográfica de Robledillo de la Vera entre 1842 y 2021                                                                                              |
| |
| Población de derecho según los censos de población del INE Población de hecho según los censos de población del INEEn este censo se denominaba Robledillo de Vera: 1842. |

## Patrimonio
- Iglesia parroquial católica bajo la advocación de San Miguel Arcángel,[5] en la archidiócesis de Mérida-Badajoz, diócesis de Plasencia, arciprestazgo de Jaraíz de la Vera.[8] Edificio de los siglos XVI y XVII, con ábside de planta pentagonal ochavada. En su interior destaca, en la clave de la bóveda de crucería estrellada, el escudo del obispo Gutiérrez de Vargas Carvajal y en el presbiterio una hornacina renacentista que sirvió de sagrario y que hoy guarda la imagen titular de San Miguel Arcángel.
- Casa Matriz de la Beata Matilde Téllez, natural de la localidad y fundadora de la congregación Hijas de María Madre de la Iglesia.
- "La Casona", edificación civil de finales del siglo XIX en el centro histórico de la villa, en las inmediaciones de los barrios de San Roque y Salvador. Actualmente está destinada a actividades culturales, como el club de lectura o actuaciones musicales en directo.

## Festividades
Las fiestas más populares se celebran:
- Último sábado de mayo. Fiestas en honor a la Beata Matilde Téllez, Fundadora de la Congregación de Religiosas "Hijas de María Madre de la Iglesia".
- Fiestas en honor a San Miguel Arcángel: 28, 29 y 30 de septiembre y 1 de octubre. Son las fiestas patronales principales y únicas en las que tienen lugar las tradicionales misas con procesión bailada por danzantes,acompañados por el tamborilero.También se celebran sueltas de vaquillas,concursos gastronómicos y la Quema del Satanás (fiesta con fuegos artificiales y petardos),entre otras actividades.